# Myiagra pluto
El monarca de Ponapé (Myiagra pluto) es una especie de ave paseriforme de la familia Monarchidae endémica de las islas Senyavin.

## Distribución
Se encuentra únicamente en las islas Senyavin, en la Micronesia.